# Eutane trimochla
Eutane trimochla là một loài bướm đêm thuộc phân họ Arctiinae, họ Erebidae.